# Besvica
Besvica (makedonsky: Бесвица) je vesnice v Severní Makedonii. Nachází se v opštině Demir Kapija ve Vardarském regionu.
Název vesnice je zmíněn poprvé v 15. století v tureckých listinách. Je spojován se staršími hydronymi jako Besnica nebo Besovica, což znamená "zlý" nebo "šílený". Další teorií je, že byl název odvozen od ženského jména Beswa.

## Geografie
Besvica se nachází v historicko-geografické oblasti Bošavija v západní části opštiny Demir Kapija, na levém břehu řeky Bošava. Vesnice je kopcovitá, leží v nadmořské výšce 300 metrů a je vzdálená 23 km od města Negotino. Rozloha vesnice je 20,6 km2. K vesnici patří také pastviny o rozloze 1 423,8 ha, orná půda o rozloze 588,1 ha a lesy o rozloze 4,8 ha.

## Historie
Vesnice se dříve nacházela na jiném místě, kterému místní říkají Gorno Selo (Horní Ves) nebo Staro Selo (Stará Ves). Poloha vesnice se změnila v 18. století, kdy odsud lidé odešli kvůli moru. Na místě se nachází pozůstatky kostel a některých domů.
Vesnice bývala křesťanskou osadou, později se zde ale usadilo muslimské obyvatelstvo, které nakonec převážilo. Lidé obou vyznání zde žili pospolu, časem někteří obyvatelé konvertovali k islámu, jiní se ke konci 19. století přestěhovali do jiných křesťanských vesnic.
V roce 1913 byla vesnice vypálena bulharskou armádou, v té době zde bylo 160 domů. Během vojenské invaze a žhářství zemřelo více než 100 vesničanů a později se někteří přestěhovali do Turecka.

## Demografie
Podle sčítání lidu z roku 2021 zde žije pouze 1 obyvatel hlásící se k makedonské národnosti.
| Rok          | 1900  | 1948 | 1953 | 1961 | 1971 | 1981 | 1991 | 1994 | 2002 | 2021 |
| ------------ | ----- | ---- | ---- | ---- | ---- | ---- | ---- | ---- | ---- | ---- |
| Obyvatelstvo | 1 100 | 639  | 770  | 319  | 304  | 172  | 69   | 81   | 18   | 1    |

### Reference

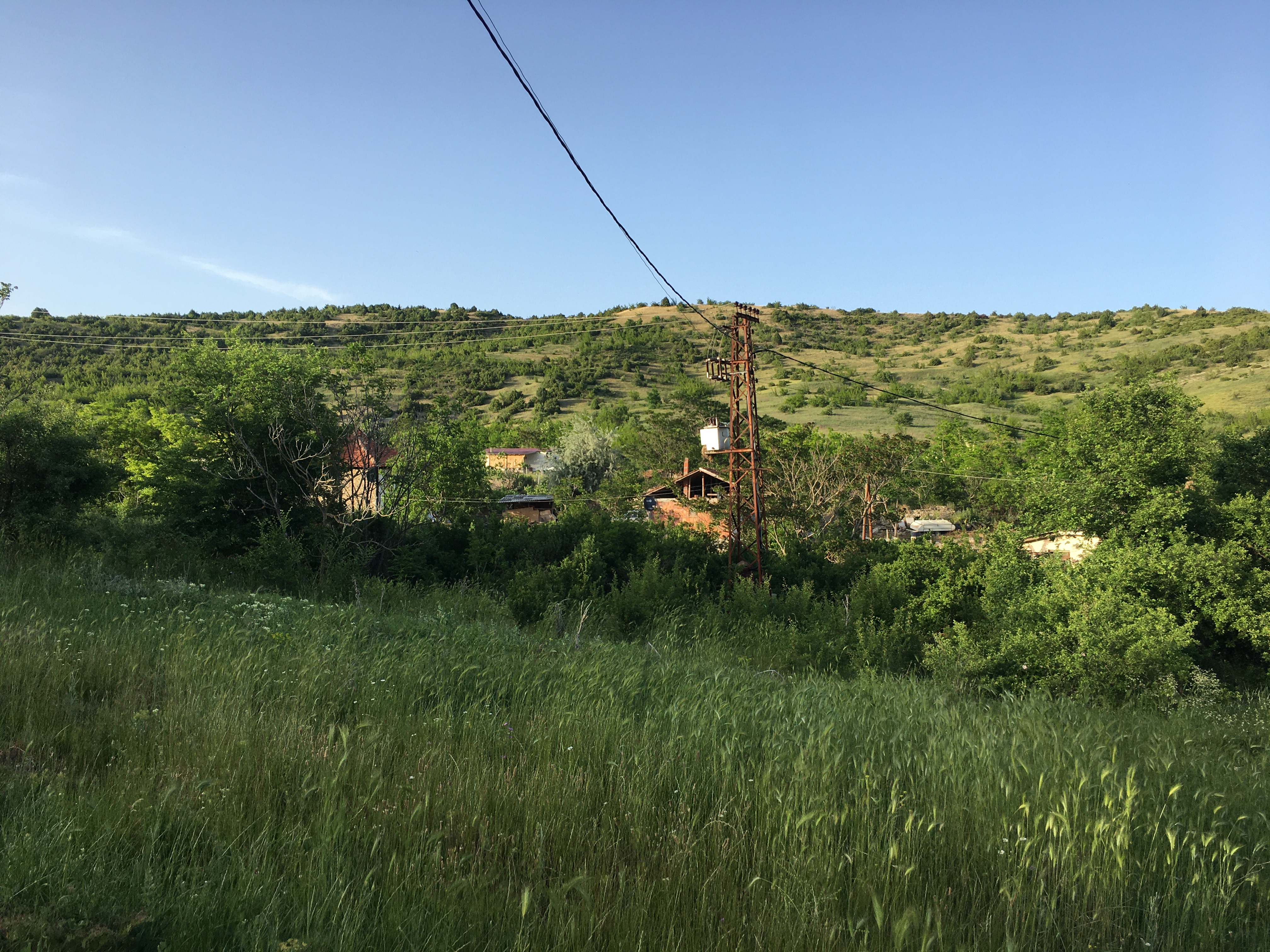
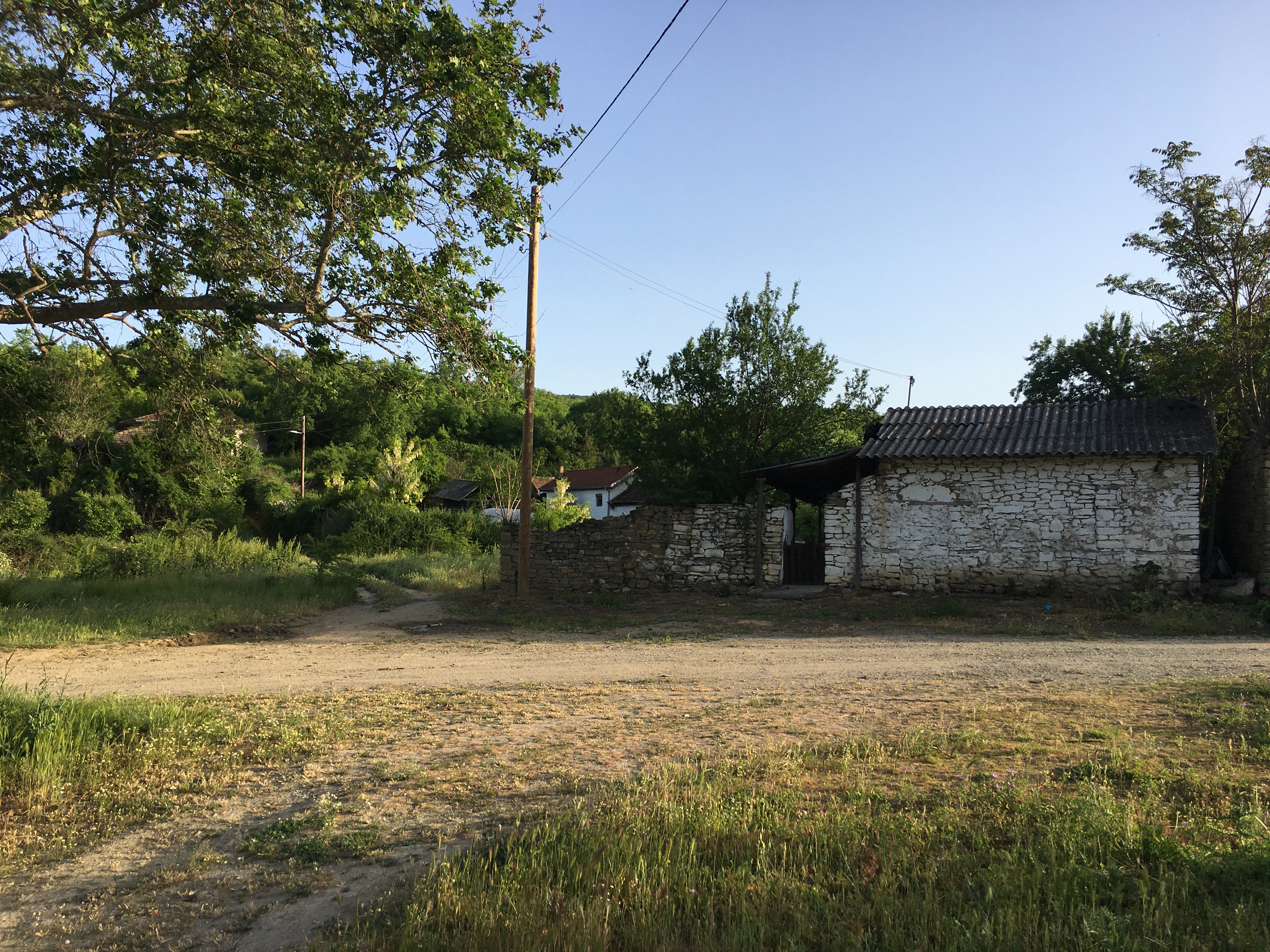
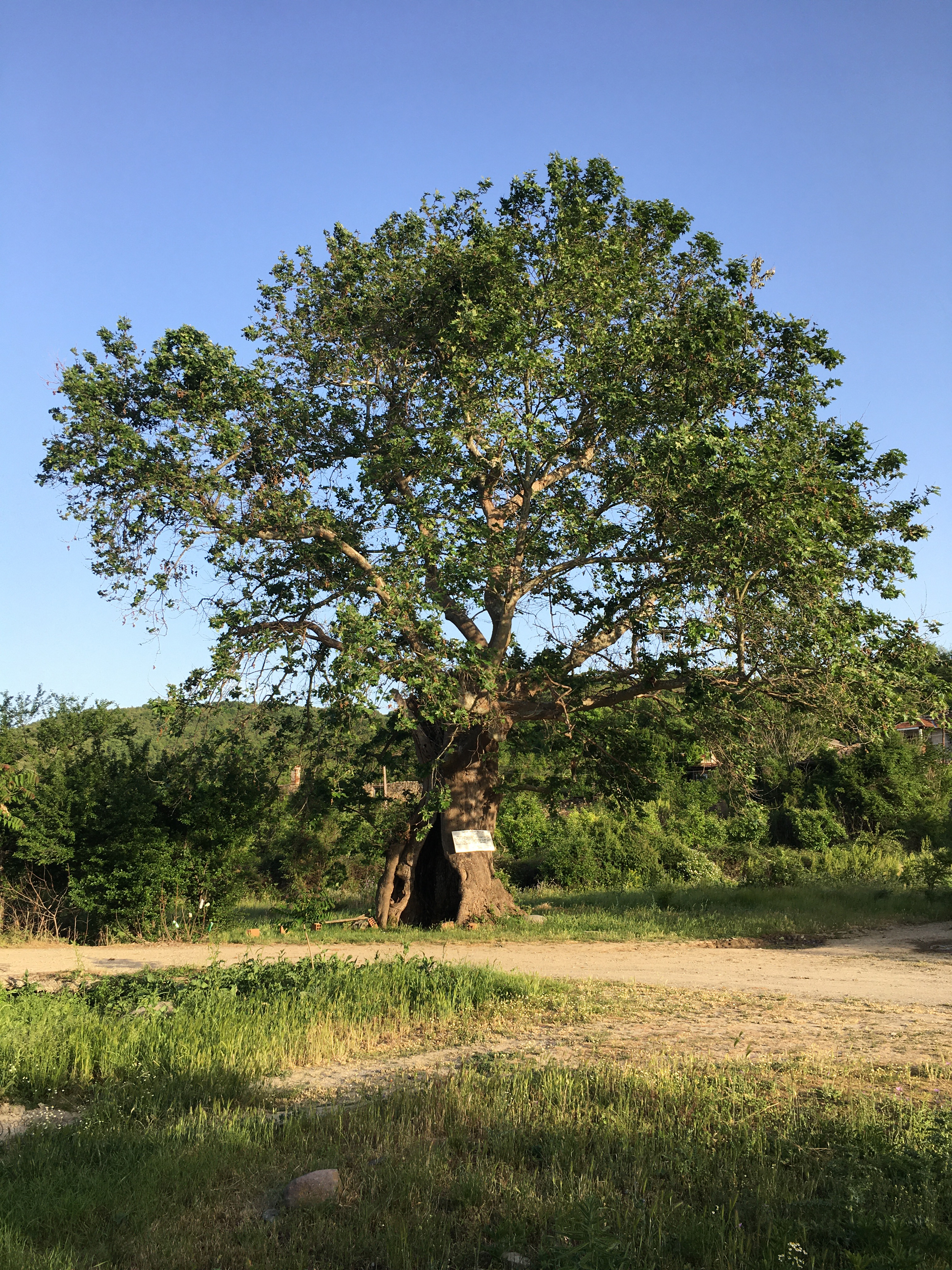
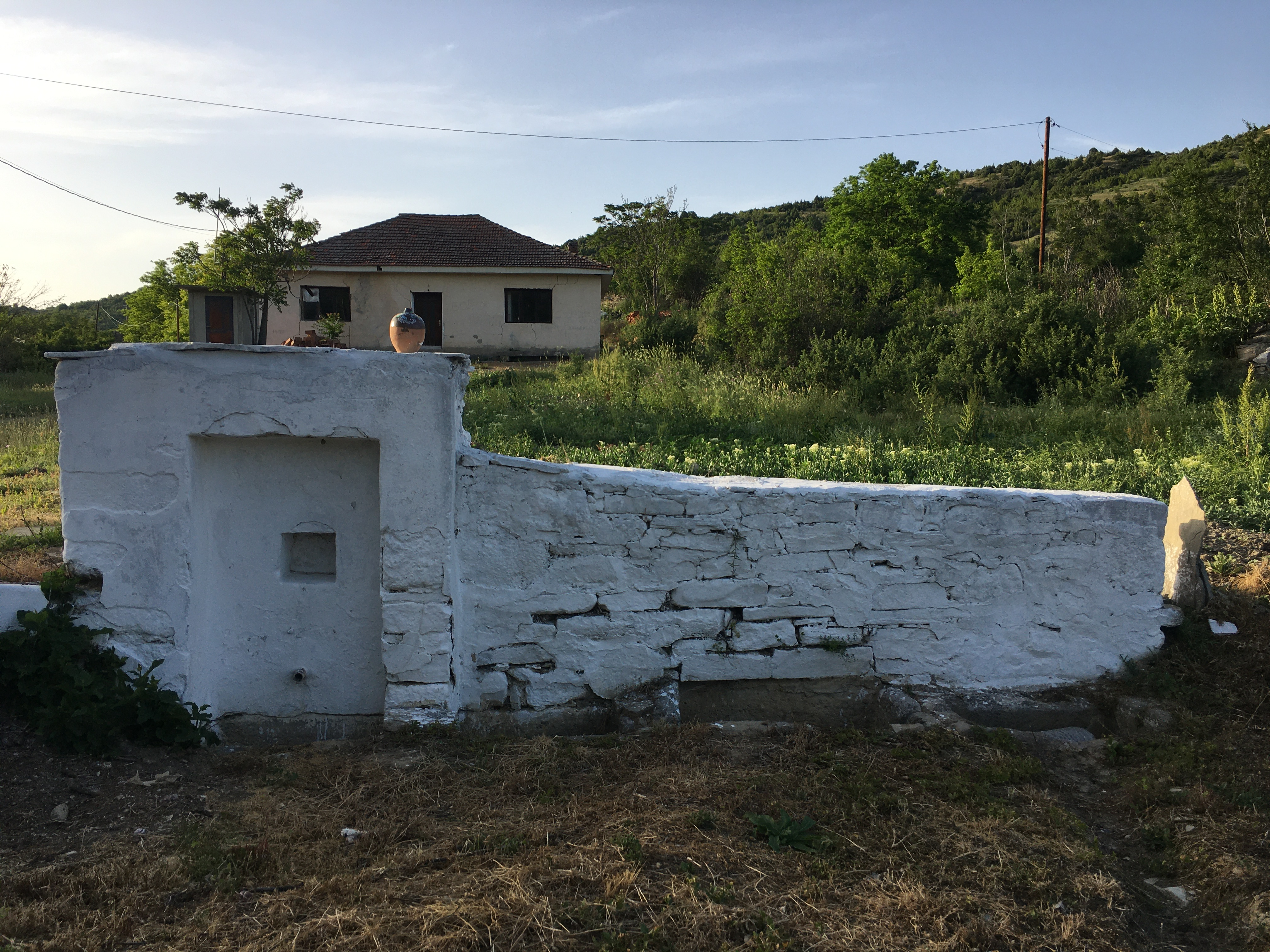